# Love Is Hell
Love Is Hell är ett musikalbum av den amerikanske rockmusikern Ryan Adams, utgivet 2004. Adams skivbolag Lost Highway Records gav först ut albumet 2003 som två olika EP-skivor, Love Is Hell pt. 1 och Love Is Hell pt. 2, då det först inte ansågs vara kommersiellt gångbart i sin helhet.

## Låtlista
Alla låtar är skrivna och komponerade av Ryan Adams, förutom Wonderwall som är skriven av Noel Gallagher. 
| Nr           | Titel                       | Längd |
| ------------ | --------------------------- | ----- |
| 1.           | Political Scientist         | 4:33  |
| 2.           | Afraid Not Scared           | 4:13  |
| 3.           | This House Is Not for Sale  | 3:53  |
| 4.           | Anybody Wanna Take Me Home  | 5:31  |
| 5.           | Love Is Hell                | 3:19  |
| 6.           | Wonderwall                  | 4:09  |
| 7.           | The Shadowlands             | 5:18  |
| 8.           | World War 24                | 4:17  |
| 9.           | Avalanche                   | 5:09  |
| 10.          | My Blue Manhattan           | 2:23  |
| 11.          | Please Do Not Let Me Go     | 3:37  |
| 12.          | City Rain, City Streets     | 3:49  |
| 13.          | I See Monsters              | 3:57  |
| 14.          | English Girls Approximately | 5:42  |
| 15.          | Thank You Louise            | 2:52  |
| 16.          | Hotel Chelsea Nights        | 5:10  |
| Total längd: | Total längd:                | 68:01 |

### Den japanska versionens bonusskiva
| Nr           | Titel                | Längd |
| ------------ | -------------------- | ----- |
| 1.           | Halloween            | 3:52  |
| 2.           | Caterwaul            | 5:41  |
| 3.           | Fuck the Universe    | 7:29  |
| 4.           | Twice as Bad as Love | 4:14  |
| 5.           | Father's Son         | 3:36  |
| 6.           | Gimme Sunshine       | 3:55  |
| 7.           | Black Clouds         | 4:48  |
| Total längd: | Total längd:         | 33:35 |